# Kuh-e Bandaka
Kuh-e Bandaka (ou Kohe Bandaka, Bandako, incorretamente Koh-i-Bandakor) é um dos mais altos picos da cordilheira Indocuche no nordeste do Afeganistão. Fica a nordeste de Cabul e a oeste de Chitral. Está separado por um passo de montanha, relativamente baixo, do centro da cordilheira Indocuche, e é a mais alta montanha inteiramente situada no Afeganistão, e a mais proeminente de todo o país.
A primeira ascensão foi feita em 22 de setembro de 1960, por uma equipa alemã composta por Wolfgang von Hansemann, Dietrich Hasse, Siegbert Heine e Johannes Winkler, todos de Berlim Ocidental; todos atingiram o cume